# Wilhelm Ziehr
Wilhelm Ziehr (* 21. November 1938 in Berlin) ist ein deutscher Lexikograph, Sachbuchautor und Kulturhistoriker.

## Leben
Wilhelm Ziehr, Sohn von Else Ziehr, geborene Baum, und des Theologen Hermann Ziehr, war evangelisch und wuchs ab 1944 in Thüringen auf. 1957 machte er das Abitur in Eisenberg. Er war dort Mitbegründer der Widerstandsgruppe gegen die SED-Diktatur Eisenberger Kreis. 1958 begann er das Studium der Geschichte, Germanistik, Romanistik und Kunstgeschichte in Tübingen, 1962/63 studierte er an der Sorbonne in Paris und von 1963 bis 1966 wieder in Tübingen. 1969 wurde er in Tübingen bei Gerhard Schulz und Dietrich Geyer zum Dr. phil. promoviert. 1967 heiratete er die promovierte Kunsthistorikerin Antje Heißmeyer; aus der Ehe ging die Tochter Karoline hervor.
1968/69 war Ziehr Redakteur für F. A. Brockhaus an der 17. Ausgabe der Brockhaus Enzyklopädie, Wiesbaden, und 1970 bis 1975 Chefredakteur der enzyklopädischen Buchreihe Weltreise in Luzern. Anschließend war er in einem Schulbuchverlag und als freier Autor und Lektor tätig. 1987 war der damals in Udligenswil lebende Ziehr Mitbegründer des Verlages Schweizer Lexikon, Mengis und Ziehr, Luzern. Von 1996 bis Juni 2005 hatte er einen Wohnsitz auf Menorca. Er lebt seit 2005 in Wilhelmshorst.

## Schriften (Auswahl)
- Die Entwicklung des 'Schauprozesses' in der Sowjetunion (Ein Beitrag zur sowjetischen Innenpolitik 1928-1938). Dissertation, Tübingen 1969.
- Herausgeberschaft und Chefredaktion: Schweizer Lexikon. Luzern 1991–1993.
- Chefredaktion: Weltreise. Buchreihe zur Länderkunde, 15 Bände, München 1970–1975.
- Wortwechsel. Lyrik. 1973.
- Zauber vergangener Reiche. 1975.
- Reise in die Alte Welt. 1977.
- mit E. Beuchelt: Schwarze Königreiche. 1979.
- Hölle im Paradies. 1980.
- Morgenröte des Abendlandes. 1981.
- Euro Guide. 1981 ff.
- Das Brot. 1984.
- mit L. Cunningham: Maria Muttergottes. 1984.
- Frankreich. 1984.
- Redaktion Schweizer Lexikon, mit Gletscherkommission der Schweizerischen Akademie der Naturwissenschaften (Hrsg.): Gletscher, Schnee und Eis. Das Lexikon zu Glaziologie, Schnee- und Lawinenforschung in der Schweiz. Verlag Schweizer Lexikon Mengis + Ziehr, Luzern 1993, ISBN 3-9520144-2-7.
- mit Lothar Pabst: Diario del asedio de la fortaleza de San Felipe en la isla de Menorca. Escrito por C. F. H. Lindemann. Institut Menorquí d’Estudis, Mahón 2004, ISBN 84-95718-23-5.